# الکساندرا پریشیچ
الکساندرا پریشیچ (انگلیسی: Aleksandra Perišić؛ ۲ ژوئیهٔ ۲۰۰۲) تکواندوکار زن اهل صربستان است.